# Diuranthera minor
Diuranthera minor är en sparrisväxtart som först beskrevs av Charles Henry Wright, och fick sitt nu gällande namn av William Botting Hemsley. Diuranthera minor ingår i släktet Diuranthera och familjen sparrisväxter. Inga underarter finns listade i Catalogue of Life.